# Campo Limpo de Goiás
Campo Limpo de Goiás är en kommun i Brasilien.   Den ligger i delstaten Goiás, i den centrala delen av landet, 140 km väster om huvudstaden Brasília. Antalet invånare är 6 270. Arean är 156 kvadratkilometer.
Terrängen i Campo Limpo de Goiás är platt åt sydväst, men åt nordost är den kuperad.
Omgivningarna runt Campo Limpo de Goiás är huvudsakligen savann. Runt Campo Limpo de Goiás är det ganska tätbefolkat, med 222 invånare per kvadratkilometer.